# 原田神社
原田神社（はらだじんじゃ）は、大阪府豊中市中央部にある神社。旧社格は府社。

## 祭神
- 素盞嗚尊（牛頭天王）
- 櫛稲田姫（頗梨采女）
- 大日孁貴女尊（おおひるめのみこと）
- 月読命
- 高龗命（たかおかみのみこと）
- 天児屋根命（あめのこやねのみこと）
- 住吉大神
- 仁徳天皇（大鷦鷯尊）
- 菅原道真公（天満大自在天神）

## 歴史
原田神社の社伝によると、桜塚古墳群の故地に4世紀中から5世紀末頃創建されたとされ、古代には素戔嗚尊など五神をまつり祇園神社と称した。また「天正十四年四月古記録」と題する文献によれば、白鳳12年（684年）6月18日に天武天皇が神宝・神鏡・獅子頭を奉納したとあるが、これは伝承を後年に記録したものであり、実際の創立年代は明らかではない。
鎌倉時代以降には牛頭天王信仰と習合し、東は豊島郡榎坂村（現吹田市江坂）から、西は川辺郡富松村（現尼崎市富松）にわたる摂津国中西部72村の産土（うぶすな）神社となり、「西牧総社」と呼ばれ崇められた。また足利氏、殊に義澄、義晴、義輝の3代からは厚い信仰を受け、神領として西牧六車（むぐるま）の庄（桜塚・原田・曾根・勝部・走井・福井）の寄進をうけている。
天正6年（1578年）に荒木村重の兵火にかかり、境内社の十二社殿本殿及び神宝等を除き全焼。仮殿を経て慶安5年（1652年）、現在の本殿が再建された。もとは桜塚神祠とも牛頭天王社（ごずてんのうしゃ）とも呼ばれていたが、貞享2年（1685年）8月に神祇管領の吉田大納言家から「原田大明神」の神号を得て現在の社名となった。
江戸時代に入ると境内地は狭められていったが、境内地に接した門前町は能勢街道と伊丹街道の結節点としても栄えるようになり、この市街地が現在の岡町の基となった。明治43年（1910年）に開通したころの阪急電車の写真を見ると神社の中に岡町駅があるように見える。
近代社格制度のもと、明治に入って郷社に列格されたが、昭和16年（1941年）に府社に昇格した。現在、神社本庁には加盟していない単立神社である。

## 文化財

### 重要文化財（国指定）

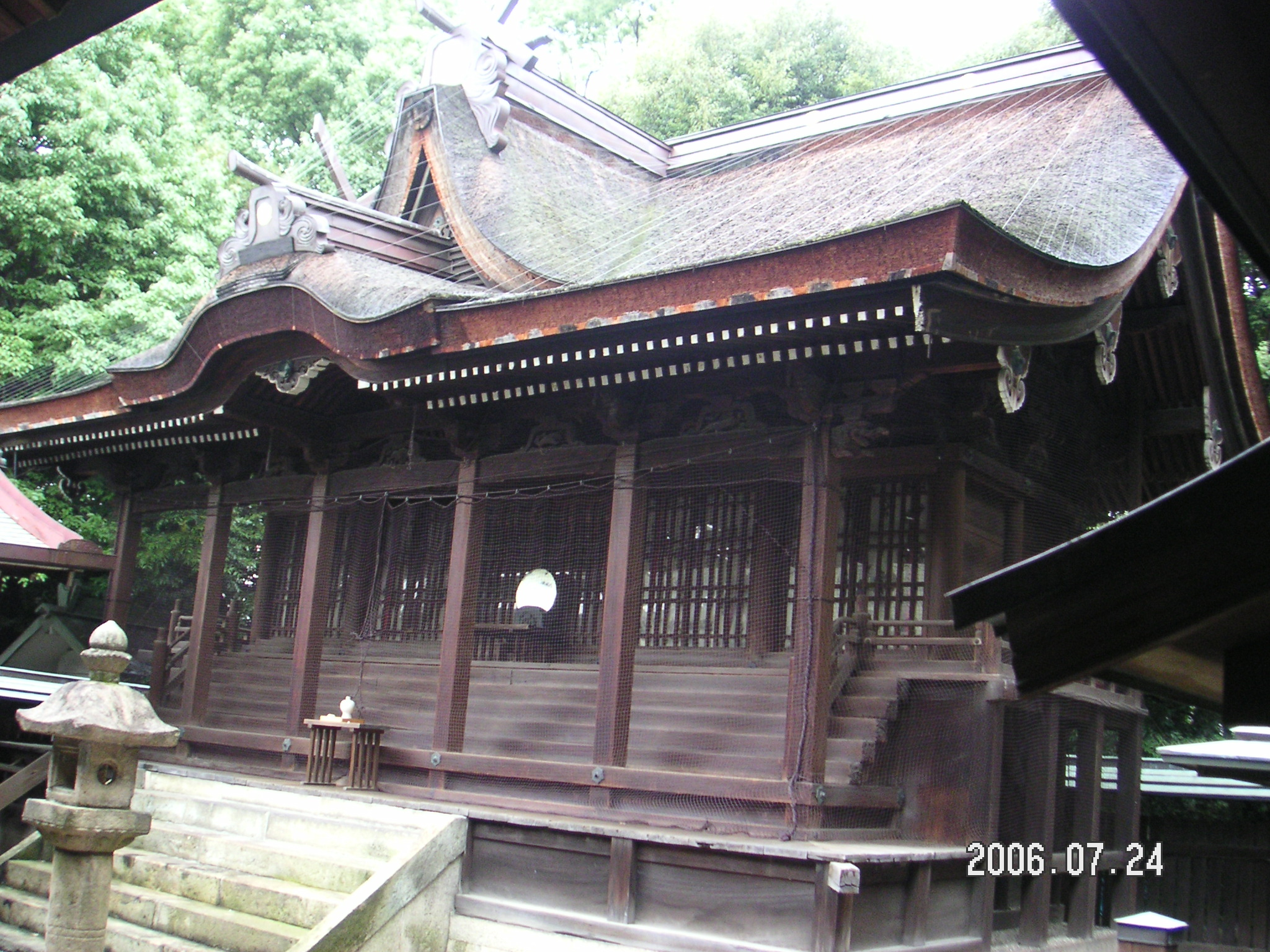
本殿

- 原田神社本殿（平成5年12月9日　指定）

棟札から慶安5年（1652年）の建立と判明する。全国的にも類例の少ない五間社流造（ごけんしゃながれづくり）の形式をもち、正面に千鳥破風（ちどりはふ）および軒唐破風（のきからはふ）がみられ、屋根は檜皮葺である。材料工法ともに上質な江戸時代前期の建築で、虹梁（こうりょう）の配置や身舎（もや）とのつなぎ方、妻飾などに配した邪鬼など細部の形式意匠にも特色がある。

### 有形文化財（府指定）
- 原田神社の流水文銅鐸（平成9年2月3日　指定）

天明元年（1781年）に社地の山林から発掘された2口のうち1つである。弥生時代中期のもので、大阪府の重要美術品に指定されている。この銅鐸は東奈良遺跡（茨木市）出土の銅鐸鋳型から鋳造されたものであることが判明しており、銅鐸の生産地と消費地がつながった唯一の例とされている。

### 有形文化財（市指定）

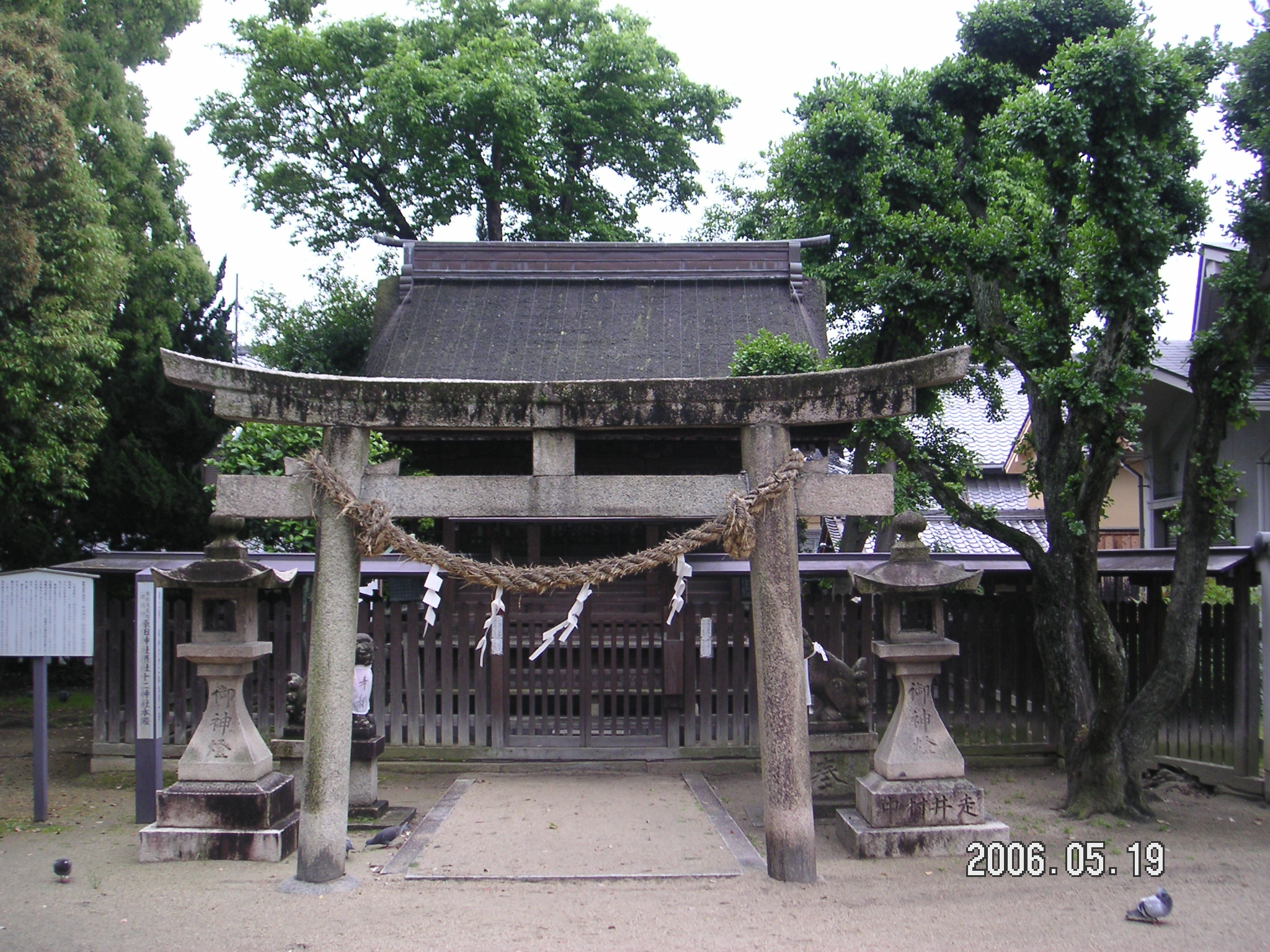
摂社十二神社本殿

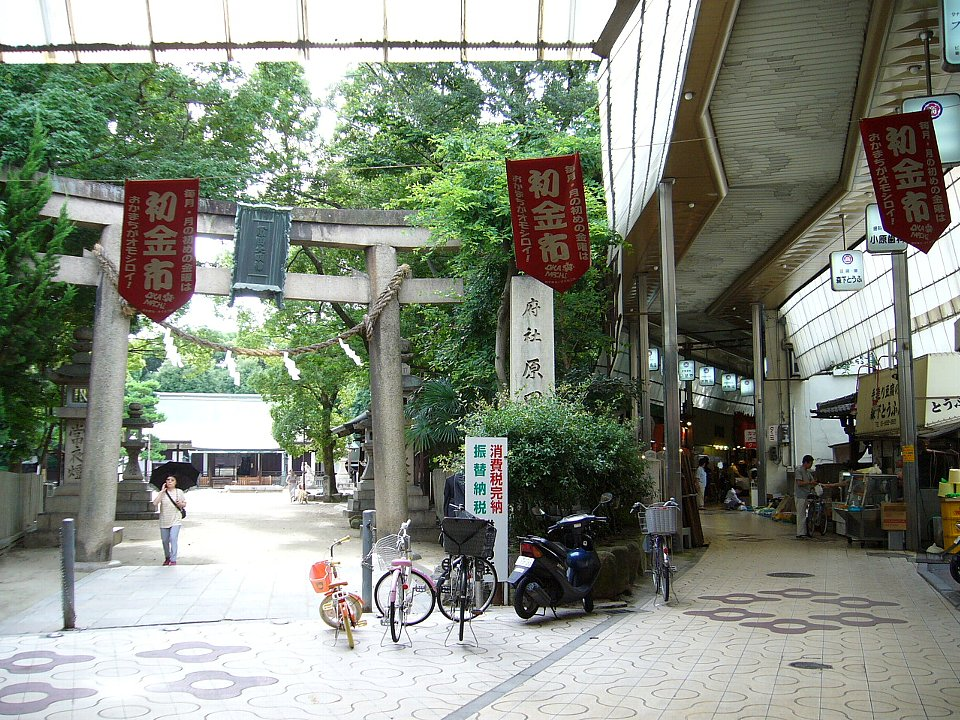
原田神社大鳥居と能勢街道（右手）

- 摂社十二神社本殿（昭和62年9月1日　指定）

この社殿は、三間社流造の形式になり、屋根は檜皮葺、桁行4.10m、梁間は身舎部で1.54m、庇部で1.08mの規模をもち、その基本的な構成は本殿と同様となっている。 身舎正面は5対7対5の割合で柱が配置され、格子戸を脇間ははめ殺し、中間は引き違いにたて、正側三面に高欄付の縁がめぐっている。高欄の大部分および縁下などの部材は、建立当時から新しくとりかわっているものの、その他の大部分については当初材が現在も良く保たれており、もと極彩色が施してあった痕跡がいまも僅かに残っている。 建立された時代を明らかにする資料はないが、少なくとも寛永を下ることはなく、17世紀初頭の建築とみられている。 しかし、木鼻の形や虹梁絵様など細部形式には桃山時代の特色を持つ様式もみられ、建立年代が桃山時代まで遡る可能性もある。
- 水田西吟撰原田神社奉納俳諧額（平成22年4月1日　指定）

明治24年（1891年）に神社へ奉納された俳諧額は、和算の大成者である関孝和を祖とする関流の算術を記した算額とされる。
- 原田神社石鳥居

この鳥居は、能勢街道に面した原田神社東側正面に建っており、鳥居としてはもっとも類例の多い明神鳥居の形式をとっている。花崗岩製で高さは5.97m（中心）、幅は7.727m（笠石長さ）。向かって右の柱に「貞享五年」、左の柱に「戊辰八年吉日」の銘が刻まれており、このときに建てられたことがわかる。
建立に関する記録として、貞享4年(1687年）、和泉屋甚兵衛が御庄屋中に送った「御鳥居之注文」（原田村野口家文書）が残っており、鳥居用に加工された石材の大きさが一覧で示され、和泉屋が鳥居用の石材代・広芝（現吹田市広芝町）までの運送料・石屋による設置料の合計1貫160目を計上したことが記されている。また御庄屋中は、広芝から原田神社までの運賃と、設置に必要な材木や人件費を負担しており、石材の設計や運搬ルート、設置費用など、江戸時代の鳥居の建立過程を知る上でも貴重な資料となっている。このほかにも鳥居の図面や「鳥居寸法大形覚」などがあり、鳥居とともに多くの記録がそろって残ることは珍しく、当地の人々の原田神社への篤い信仰を裏付けている。

## 主な祭礼
- 春祭（稚児祭）　3月18日挙行。
- 水無月大祓　6月30日挙行。

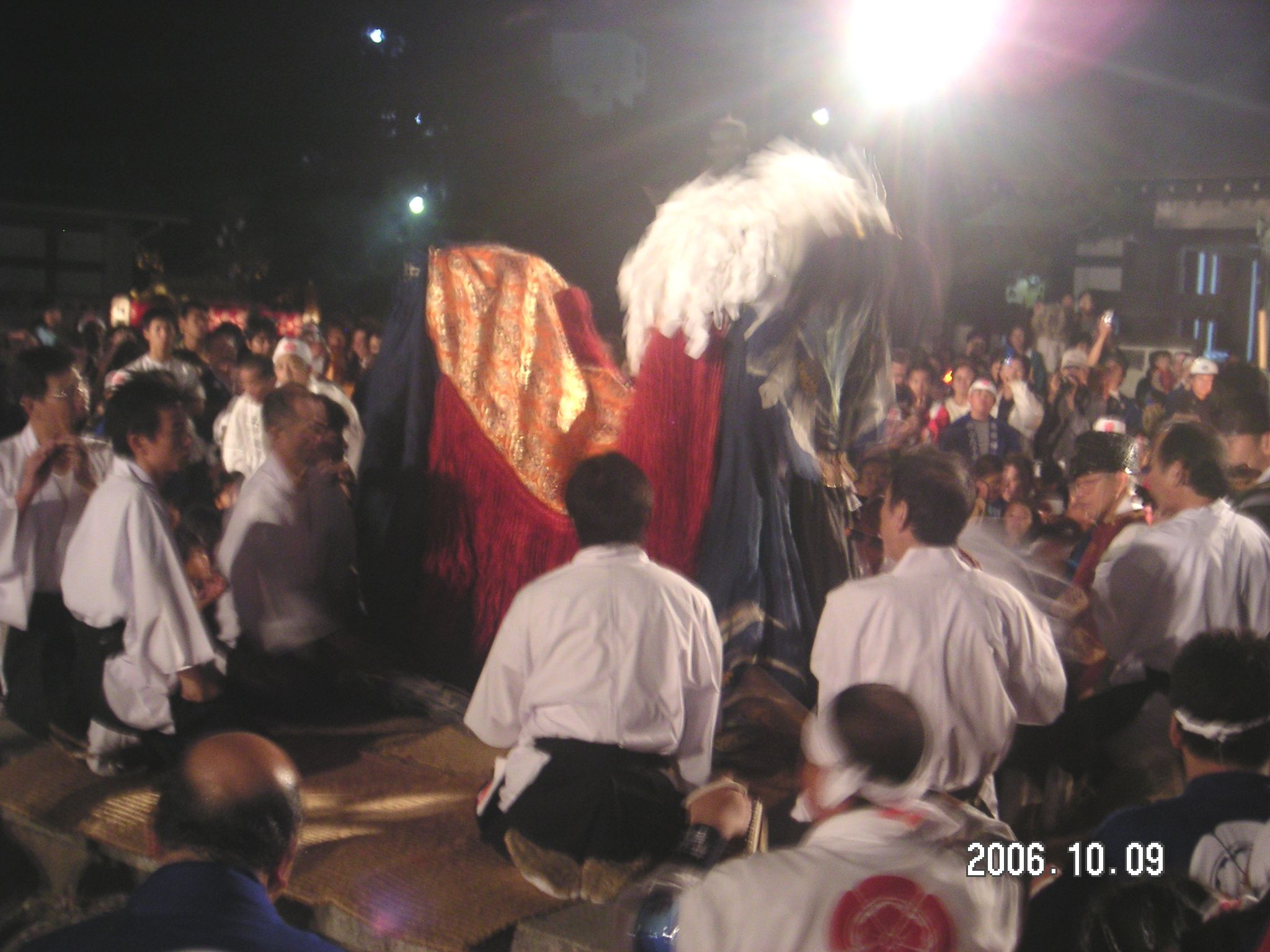
宵宮祭の獅子頭の舞（午後８時より）

- 秋祭（獅子神事祭）　10月1 - 10日挙行。
  - 10月1日　舞初式　午後8時（境内）
  - 10月2日 - 8日　氏子地区巡祭日
  - 10月9日　宵宮祭　午後7時（境内）
  - 10月10日　本殿祭　午前10時
- 大祓　12月31日挙行。

### 原田神社獅子神事祭
豊中市の無形民俗文化財に指定されている。天武12年（684年）悪疫退除のため、獅子頭を奉じて天養2年（1145年）まで数百年にわたって各地を回ったと伝えられている。明治以降、毎年9月26日を御出始式とし、その日申の正刻（午後4時頃）に祭事を行い、9月30日獅子頭を神輿で御旅所（おたびしょ）に遷し、10月1日神社前の舞台で獅子の舞が行われる。舞には、起舞（たつまい）・臥舞（ねまい）・早舞などがあり、この日は臥舞が行われる。
10月2日から8日まで各氏子地区（12地区）の順に祭が行われる。10月9日夕刻、境内で行われる宵宮祭は、各氏子地区より持寄られた神輿や氏子達に囲まれ、大松明の燃えさかる炎の中で獅子頭（「おてんさん」と呼ばれている）が様々な舞を舞う。

## 境内社
- 十二社殿　 國常立命等を祀る。
- 神明社　天照大神を祀る。
- 小宮　伊邪奈美尊、天児屋根命、應神天皇、菅原道真を祀る。
- 稲荷社　宇賀御魂神を祀る。

## 現地情報
所在地
- 大阪府豊中市中桜塚1丁目2-18

交通アクセス
- 最寄駅：阪急宝塚線岡町駅下車後、徒歩2分（東へ200m）。
- 国道176号、豊中市役所付近から西へ400m。

周辺
- 瑞輪寺 - 瑞輪寺は原田神社の宮寺であり、井原西鶴門下の談林派俳人・水田西吟の墓や、一休宗純の子・岐翁紹偵（ぎおうしょうてい）の墓と伝えられる僧塚がある。西吟は延宝年間の末、岡町に落月庵をもうけ、元禄年間にかけて多くの人々が訪れて俳諧を楽しんだ。

新月の斧にちるらむ華のけふ　水田西吟
爰（ここ）ぞ萬句俳諧名所の桜塚　井原西鶴

## その他
- NHKの2010年度下半期の連続テレビ小説『てっぱん』で、主人公の村上あかり役の瀧本美織がトランペット演奏を披露するロケ地となった。